# プライベート (石川ひとみのアルバム)
『プライベート』は、1983年8月に発売された、石川ひとみの8枚目のオリジナルアルバムである。
石川のキャニオン・レコード / NAVレコードにおけるキャリアで、最後のオリジナルアルバムとなった。

## 解説
- LPレコードの帯コピーは「私の愛を経験してください」
- 本アルバムは、山梨県の河口湖で合宿制作を行っている。歌詞カードにはその際のスナップ写真が掲載されている。
- 本盤は2004年制作の『78-83ぼくらのベスト2　石川ひとみCD-BOX』でデジタル音源化された。
- 本アルバム発売を記念したコンサートが1983年9月から10月にかけて、大阪・名古屋・東京で開催されている。

## 収録曲
1. さよならの理由（作詞：竜真知子／作曲：林哲司／編曲：林哲司・山下正）
2. 何も言わないで（作詞：石川ひとみ／作曲：田中真美／編曲：鷺巣詩郎）
3. Private Film Star（作詞・作曲：森雪之丞／編曲：山田直毅）
4. 恋は魔法の鏡（作詞：高橋かおる／作曲：門司肇／編曲：山田直毅）
5. ジプシー・ナイト（作詞：田口俊／作曲・編曲：林哲司）
6. にわか雨（作詞：岡田冨美子／作曲：西島三重子／編曲：松任谷正隆)　☆LP盤ではここからB面。
7. 置き忘れたメモリー（作詞：宮原芽映／作曲：玉置浩二／編曲：鷺巣詩郎）
8. パープル ミステリー（作詞・作曲：川越進／編曲：松任谷正隆）
9. Follow You 〜空港まで〜（作詞：竜真知子／作曲：林哲司／編曲：林哲司・山下正）
10. Tenderly（作詞：田口俊／作曲・編曲：林哲司）